# Plan Cruzado
El Plan Cruzado fue una serie de medidas económicas, puesto en marcha por el gobierno brasileño en 28 de febrero de 1986, con base en el Decreto-Ley Nº 2.283, de fecha 27 de febrero de 1986, siendo José Sarney el presidente y Dilson Funaro el Ministro de Hacienda.
Las principales medidas contenidas en el Plan fueron:
- Congelación de los precios de los bienes y servicios en los niveles del día 27 de febrero de 1986;
- Congelación del tipo de cambio durante un año en 13,84 cruzados = 1 dólar, y 20,58 cruzados = 1 libra;
- La reforma monetaria, mediante el cambio de la unidad del sistema monetario, que ahora se llama cruzado (Cz $), el valor de lo que correspondía a mil unidades de cruceiro;
- Reemplazo de servicio ajustable del Tesoro ORTN, título de deuda instituido en 1964 por la Obligación del Tesoro Nacional (OTN), cuyo valor se fijó en $Cz 106,40, y congelados por un año;
- Congelación salarial por un promedio de su valor en los últimos seis meses y el salario mínimo en Cz $ 804,00, equivalente a aproximadamente U$S 67,00 de salario mínimo;
- A medida que la economía fuera desindexada, se establecía una tabla de conversión para convertir las deudas de una economía con una inflación muy alta en una economía de inflación prácticamente nula;
- Creando de una especie de seguro de desempleo para los que fueron despedidos sin justa causa o debido al cierre de empresas;
- Los ajustes salariales se llevarían a cabo por un dispositivo llamado "gatillo salarial" o "seguro contrainflacionario", que estableció el ajuste automático de los salarios cuando la inflación alcanzó el 20 %.[2]

## Autores del Plan
Además de Dilson Funaro, otros economistas participaron en la elaboración del Plan, como el ministro de Planificación, Joao Sayad , Edmar Bacha , André Lara Resende y Persio Arida . El 16 de enero, João Sayad, Persio Arida, André Lara Resende, Oswaldo de Assis y Jorge Murad votaron a favor del plan, mientras que Dilson Funaro, Joao Manuel Cardoso de Mello, Luiz Gonzaga Belluzzo, Calabi Andrea y Edmar Bacha lo encontraron muy arriesgado. Con la negativa de la mayoría, João Sayad, el ministro de Planificación, dijo que iba a renunciar. Jorge Murad convenció a su suegro, el presidente José Sarney para adoptar el Plan Cruzado, apoyándolo Sayad, Persio Arida, André Lara Resende y Jorge Murad, quienes estaban a favor del Plan.
Una vez aprobado, el plan rápidamente se ganó el apoyo popular masivo.
La hiperinflación había creado una gran confusión en la vida cotidiana. Entonces, de repente la gente despertó el 28 de febrero de 1986 y escuchó esto: Se terminó la inflación, cambió la moneda, con menos ceros, todo ahora va a ser diferente, tiene una "tablita" para poder pagar las cuentas e cobrar las deudas, y todo es diferente.. Los precios serán tabulados. Aquí está la tabla.
Así, incluso sus eventuales oponentes iniciales prestaron su apoyo con entusiasmo. Todos reclamaban para sí la paternidad del plan, en cuanto comenzó su éxito, pero cuando mostró sus defectos, sus "padres" empezaron a rechazar el "hijo".

## Las Medidas Iniciales
El objetivo principal del plan fue contener la inflación y para eso fueron adoptadas varias medidas, siendo las principales:
- Substitución de la moneda de Brasil, el Cruzeiro por el Cruzado y creando la división del valor nominal por 1000, creando la paridad Cr$ 1.000,00 = Cz$ 1,00.
- La suspensión de la indexación generalizada. La corrección monetaria provocaba una indexación casi completa de la economía con lo que se realimentaba la expectativa inflacionaria. (Kirsten, 1986);
- La congelación de los precios durante el período de un año, es decir, el establecimiento de todos los niveles de los precios de 27 de febrero de 1986. Esta medida era adoptada para eliminar la memoria inflacionaria. El congelamiento era fiscalizado por ciudadanos que ostentaban, los botones de fiscal de Sarney: depredaban los establecimientos que aumentaban los precios y llegaron a amenaza de prisión a algunos gerentes de supermercados;
- Aumentos previstos de los salarios, con una unificación del tiempo de la negociación, previendo un aumento del 33 % del salario mínimo (Kirsten, 1986);
- Implantación de la escala móvil de salarios o "gatillo salarial", esto es, corrección automática de los salarios siempre que la inflación acumulada por el IPCA sobrepasase el 20 %.

## Diferencias entre el Plan Cruzado y el Plan Austral
Israel y Argentina ya habían implantado planes similares y la adopción de este tipo de plan en Brasil era una cuestión de tiempo, porque la inflación de 12 % a 14 % por mes era irreversible, pero no explosiva (Long, 1986). Con eso, todavía no había una sincronización de las fechas de ajustes, presentando discrepancias como el ajuste del cambio diario del dólar y el ajuste semestral de sueldos, rentas y prestaciones de la SFH (Martone, 1986)

## Controversia

### Fechas de conversiones utilizadas en salarios y precios
Un error fue haber olvidado llevar los precios a plazo de 30, 60, 90 días para presentar el valor de la vista. En lugar del congelamiento, ocurrió un aumento del 17 % al 34 %. Los productos vendidos con 30 días tuvieron un incremento real del 17 %, la inflación promedio de ese momento tiempo incrustado en los precios. Productos como juguetes que tenían 180 días de plazo, tuvieron incrementos reales de 256 % en el caso de las empresas de juguetes como el Trol, de propiedad del ministro de Hacienda. Persio Arida se disculpó por el error, afirmando que Argentina y estudió en Israel que estaban hiperinflación, cuando no hay ventas. Esta regla del error en la congelación propio interrumpido los precios relativos en la economía, detuvo la producción durante un mes y creó la famosa pelea el "deflactor" donde los vendedores y los clientes discutir nuevos precios reales.

### La falta de control del gasto del gobierno
Otros factores que llevaron al fracaso del plan:
- la falta de medidas económicas por parte del gobierno para controlar el gasto público;
- la congelación del tipo de cambio, lo que llevó al país a perder una parte considerable de las reservas internacionales;
- tasas de interés reales fueron negativos en la economía, algo que desalienta el ahorro y el consumo presionado.

### Proximidad de las elecciones
Algunas medidas correctivas aún fueron tomadas por el gobierno. La proximidad de las elecciones, sin embargo, fue la causa de que el gobierno se abstuviera de tomar medidas impopulares para el sostenimiento del Plan.  Solo después de las elecciones -en que, por cierto el PMDB eligió a 22 gobernadores, y el PLF, solo 1-, el gobierno impulso las medidas que venía postergando, como por ejemplo, el descongelamiento de los precios. Pero al año siguiente, la inflación reaceleraría con mayor fuerza. 
Para muchos opositores –entre ellos Delfim Netto-, el Plan Cruzado era inconsistente, electoralista y populista: en otras palabras, el plan tenía como objetivo solo aumentar la popularidad del gobierno y sus candidatos durante las elecciones.
En las elecciones de noviembre, el PDB obtuvo la mayoría absoluta de escaños en el Congreso. Fue acuñado incluso el término “Estelionato Electoral”. De todos modos, el plan fracasó poco después de las elecciones. La población se levantó con fuerte alboroto, e invadió los supermercados. La hiperinflación se estableció sin control.

## Resultado
El Plan Cruzado no fue “apenas” un fracaso, ya que dio lugar a muchos pleitos judiciales que hasta hoy se encuentran en curso, en la que ciudadanos comunes exigen a los bancos y a los sucesivs gobiernos  la reparación de las pérdidas monetarias sufridas. “Cada brasileño o brasileña será un fiscal de los precios en cualquier parte del mundo. Nadie podrá, a partir de hoy, practicar la industria de la remarcación. El establecimiento que lo haga podrá ser cerrado, y esta práctica implicará la prisión de sus representantes. 
El plan Cruzado también dio lugar a un deterioro en la balanza de pagos con la consecuente caída de las reservas internacionales. Sin las condiciones para honrar los compromisos externos, Brasil tuvo que decretar una moratoria sobre la deuda externa en 1987.